# Бойко Іван Григорович
Іва́н Григо́рович Бо́йко (8 лютого 1956, Велика Білозерка, Кам'янсько-Дніпровський район, Запорізька область, УРСР — 6 травня 2023, Київ, Україна ) — народний депутат України 1-го скликання.

## Біографія
Народився 8 лютого 1956 року, в селі Велика Білозерка, Кам'янсько-Дніпровський район (нині Великобілозерський район), Запорізька область, УРСР в сім'ї службовців. Українець, освіта вища, вчений агроном-плодоовочівник, Кримський сільськогосподарський інститут імені М. І. Калініна.
1973 — слюсар Кам'янського-Дніпровського шляхового управління № 8.
1974 — служба в Радянській Армії.
1976 — керівник гурткової роботи Великобілозерського Будинку піонерів, Запорізька область.
1978 — інструктор Кам'янсько-Дніпровської РР ДСТ «Колос».
1979 — інспектор відділу кадрів, агроном, керуючий відділенням, голова профкому радгоспу «Кам'янка».
1987 — голова РК профспілки працівників агропромислового комплексу.
1994 — позаштатний науковий консультант ВР України.
Член КПРС 1980–1991; депутат міської Ради.
Висунутий кандидатом в народні депутати трудовим колективом АПК Кам'янсько-Дніпровського району.
18 березня 1990 року обраний народним депутатом України 1-го скликання, 2-й тур, 46.15 % голосів, 10 претендентів.
- Запорізька область
- Кам'янсько-Дніпровський виборчий округ № 192
- Дата прийняття депутатських повноважень: 15 травня 1990 року.
- Дата припинення депутатських повноважень: 10 травня 1994 року.

Входив до групи «Центр».
Заступник Голови Комісії ВР у справах ветеранів, пенсіонерів, інвалідів, репресованих, малозабезпечених і воїнів-інтернаціоналістів.
Захоплювався садівництвом та риболовлею.

## Нагороди
Орден «За заслуги» ІІІ (серпень 1997), II (червень 2006), I ступенів (серпень 2011). Почесна грамота Верховної Ради України (серпень 2000).

## Родина
Одружений, має доньку та двох онуків.